# Partido Republicano Evolucionista

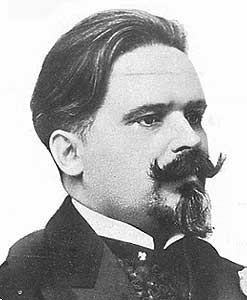
António José de Almeida, Führer der Evolutionisten, Regierungschef und Präsident von Portugal

Die Evolutionistische Partei bzw. Evolutionistische Republikanische Partei (PRE) (Portugiesisch: Partido Republicano Evolucionista bzw. Partido Evolucionista) war eine politische Partei zur Zeit der Ersten Republik in Portugal. 
Sie entstand am 24. Februar 1912 als Ergebnis eines längeren Aufspaltungsprozesses der traditionellen Portugiesischen Republikanischen Partei (PRP). Die Evolutionisten vertraten liberale Mitte-rechts-Positionen und unterschieden sich darin von der ebenfalls aus der alten PRP hervorgegangenen linksrepublikanischen Demokratischen Partei sowie von den eher konservativen Unionisten. Unumstrittener Führer der Evolutionisten war  António José de Almeida, einer der wortgewaltigsten Redner der alten Republikanischen Partei. In der Tageszeitung República hatte die Evolutionistische Partei ihr einflussreichstes Presseorgan.
Nach Jahren in der Opposition führte António José de Almeida die Evolutionisten im Frühjahr 1916 in die União Sagrada (Heilige Einheit) mit der regierenden Demokratischen Partei, um nach französischem Vorbild mit einer geeinten Regierung den Kriegseintritt auf Seiten Englands und der Entente zu vollziehen. In dieser Regierung übernahm Almeida die Präsidentschaft (Premierminister) des Kabinetts. Im April 1917 verließen die Evolutionisten die Regierung wieder, unterstützten sie aber weiter.
Die im Dezember 1917 errichtete Diktatur unter Sidónio Pais bekämpfte die Evolutionistische Partei konsequent, was viele ihrer Mitglieder und Führer mit Exil oder Gefängnis bezahlten.
An der Niederschlagung der monarchistischen Revolten und bürgerkriegsähnlichen Unruhen im Januar und Februar 1919 beteiligten sich auch die Evolutionisten. Im August 1919 wurde ihr Führer António José de Almeida zum 6. Präsidenten der Ersten Republik gewählt, musste dafür aber auf die Parteiführung verzichten. Er war der einzige Präsident der Ersten Republik, der seine Amtszeit im Jahre 1923 vollenden konnte.
Im Oktober 1919 vereinten sich Evolutionisten und Unionisten in einer neuen Partei der nicht-monarchistischen Rechten, der Liberalen Republikanischen Partei (Partido Liberal Republicano (PLR)), um vor allem die Dominanz der Demokratischen Partei im politischen Leben der Ersten Republik zu brechen. Ein Sektor der Partei, der diesen Schritt nicht mitging, gründete die kurzlebige Volkspartei (Partido Popular).